# トミー・ボルト
トミー・ボルト（Tommy Bolt, 1916年3月31日 - 2008年8月30日）は、アメリカ・オクラホマ州ハワース出身のプロゴルファー。1950年代から1960年代にかけてアメリカPGAツアーで活躍した。特にショットテクニックの評価が高く、専門家にも認められているところだが、ひとたび失敗すると瞬時に逆上する短気ぶりから、“瞬間湯沸かし器”と称された。
近所のゴルフ場でキャディをしながらゴルフを覚えたボルトは、第二次世界大戦中は軍に所属、退役後は建築業で生計を立てた。その後1950年に32歳で全米プロゴルフ協会（PGA）会員となり、1951年に「ノース&サウス・オープン・チャンピオンシップ」で早くもツアー初勝利を挙げた。しかしこの頃からすでに短気なボルトの悪癖が問題視される。ミスショットの度に彼のクラブは地面に叩きつけられ、林に投げ込まれ、時には池に沈められた。
1953年にラスベガスで開催された「トーナメント・オブ・チャンピオンシップ」では、同市内で「彼の成績に関係なく、ラウンド終了後に何本のクラブが残っているか」という賭けが公募されたのも、彼のクラブ破壊癖を物語るエピソードの1つである。この賭けのあったラウンドで、彼のクラブは奇跡的に14本とも生き残った。
こうした彼の行いに対し、1957年にPGAは「トミー・ボルト法」というルールを採用し、故意にクラブを破損した場合には罰金を課す事となった。このルールは3年後の1960年まで採用された。
1958年には42歳にして全米オープンに優勝した。最終日は30度を軽く越える酷暑の中、プレーオフを含め36ホールをプレーし、粘るゲーリー・プレーヤーを4打上回った。
その後シニアツアーでも活躍し、2002年には世界ゴルフ殿堂の「ベテラン部門」に選出され、86歳にして殿堂入りを果たした。2008年8月30日、ボルトはアーカンソー州ベイツビルにて92歳で死去した。

## プロ優勝

### PGAツアー (15)
- 1951 (1) ノーザン&サザン・オープン
- 1952 (1) ロサンゼルス・オープン
- 1953 (2) サンディエゴ・オープン, Tucson Open
- 1954 (3) マイアミビーチインターナショナルフォアボール (with ディック・マイヤー), Insurance City Open, Rubber City Open
- 1955 (3) Convair-San Diego Open, Tucson Open, St. Paul Open
- 1957 (1) Eastern Open Invitational
- 1958 (2) Colonial National Invitation, 全米オープン
- 1960 (1) Memphis Open Invitational
- 1961 (1) Pensacola Open Invitational

太字はメジャー優勝

### シニア優勝 (3)
- 1969 全米プロシニアゴルフ選手権
- 1980 リバティーミューチュアル レジェンズ オブ ゴルフ (with アート・ウォール)
- 1995 リバティーミューチュアル レジェンズ オブ ゴルフ - Demaret Division (with ジャック・フレック)